# Sainte-Anne-de-Bellevue
Sainte-Anne-de-Bellevue ist eine Stadt im Südwesten der kanadischen Provinz Québec. Sie liegt auf der Île de Montréal westlich von Montreal. Die Stadt hat eine Fläche von 10,48 km² und zählt 4958 Einwohner (2011).

## Geographie
Sainte-Anne-de-Bellevue liegt im Westen der Île de Montréal (Region West Island) unmittelbar gegenüber der Île Perrot, an einem kurzen Flussarm des Ottawa zwischen den Seen Lac des Deux Montagnes und Lac Saint-Louis. Die Gemeinde grenzt im Westen an Senneville, im Norden an den Montrealer Stadtbezirk Pierrefonds-Roxboro, im Nordosten an Kirkland und Beaconsfield, im Osten an Baie-D’Urfé. Der Campus der landwirtschaftlichen Fakultät der McGill University nimmt über die Hälfte des Gemeindegebiets ein. Das Stadtzentrum Montreals ist rund 31 Kilometer entfernt.

## Geschichte

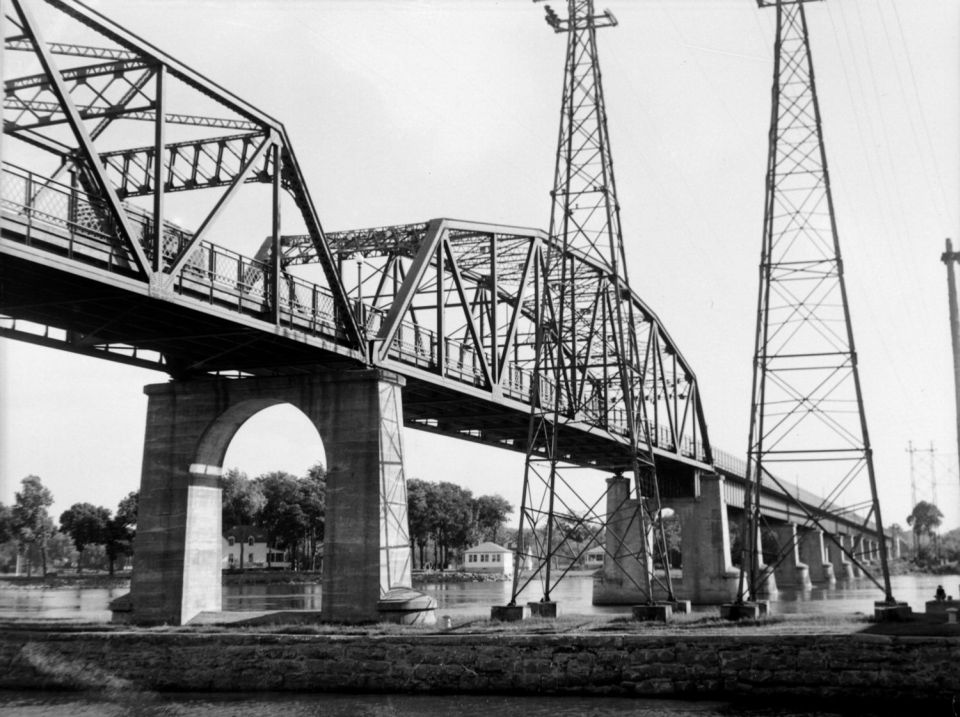
Galipeault-Brücke (1948)

1677 errichteten französische Sulpizianermönche an der Westspitze der Insel die Missionsstation Saint-Louis-du-Bout-de-l’Île, um die Algonkin zu bekehren. Aufgrund wiederholter Angriffe der Irokesen musste sie 1703 an einen besser zu verteidigenden Ort bei Senneville verlegt werden. 1712 erlitt Pfarrer René-Charles de Breslay in einem Schneesturm einen Reitunfall und soll durch eine Erscheinung der Heiligen Anna gerettet worden sein. Wenig später wurde an dieser Stelle die Kirche Sainte-Anne erbaut und es entstand eine Siedlung. 1878 erfolgte die Gründung der Gemeinde, welche 1895 die Stadtrechte erhielt. Die Eröffnung einer Eisenbahnlinie der Grand Trunk Railway (1855) sowie der Bau des Macdonald Campus der McGill University (1905–1907), eines Veteranenkrankenhauses (1917) und des John Abbott College (1971) führten zu einem beschleunigten Wachstum. Seit 1843 werden die Stromschnellen zwischen den beiden Seen mittels einer Schleuse überwunden.
Am 1. Januar 2002 wurden 27 Gemeinden auf der Insel mit Montreal fusioniert. Besonders in Gemeinden mit einem hohen Anteil an Englischsprachigen regte sich Widerstand, da diese Maßnahme von der Provinzregierung der separatistischen Parti Québécois angeordnet worden war. Ab 2003 stellte die Parti libéral du Québec die Regierung und versprach, die Gemeindefusionen rückgängig zu machen. Am 20. Juli 2004 fanden in 22 ehemaligen Gemeinden Referenden statt. In Sainte-Anne-de-Bellevue sprachen sich 82,3 % der Wahlbeteiligten für die Trennung aus. Die Gemeinde wurde am 1. Januar 2006 neu gegründet, musste aber zahlreiche Kompetenzen an den Gemeindeverband abtreten.

## Bevölkerung
Gemäß der Volkszählung 2011 zählte Sainte-Anne-de-Bellevue 5.073 Einwohner, was einer Bevölkerungsdichte von 479,9 Einw./km² entspricht. 41,6 % der Bevölkerung gaben Englisch als Hauptsprache an, der Anteil des Französischen betrug 37,6 %. Als zweisprachig (Französisch und Englisch) bezeichneten sich 2,6 %, auf andere Sprachen und Mehrfachantworten entfielen 18,2 % (darunter 2,5 % Italienisch, 1,8 % Spanisch sowie je 1,2 % Deutsch und Polnisch). Ausschließlich Englisch sprachen 15,8 %, ausschließlich Französisch 6,9 %. Im Jahr 2001 waren 61,7 % der Bevölkerung römisch-katholisch, 16,5 % protestantisch, 3,3 % muslimisch und 14,1 % konfessionslos.

## Verkehr
Sainte-Anne-de-Bellevue liegt an der Autoroute 20, der zwischen Montreal und Toronto verlaufenden Autobahn. Diese überquert den Fluss auf der 1925 eröffneten Pont Galipeault zur Île Perrot. Etwas weiter im Norden verläuft die Autoroute 40 in Richtung Ottawa. Knotenpunkt des öffentlichen Nahverkehrs ist der Bahnhof an der Haupteisenbahnlinie Montreal–Toronto; es verkehren exo-Vorortszüge vom Montrealer Bahnhof Lucien-L’Allier nach Vaudreuil-Dorion. Mehrere Buslinien der Société de transport de Montréal stellen Verbindungen mit den Nachbargemeinden her. Im Bau ist eine Zweigstrecke des Réseau express métropolitain zur Station Anse-à-l’Orme im äußersten Osten des Gemeindegebiets, die 2024 eröffnet werden soll.

## Bilder

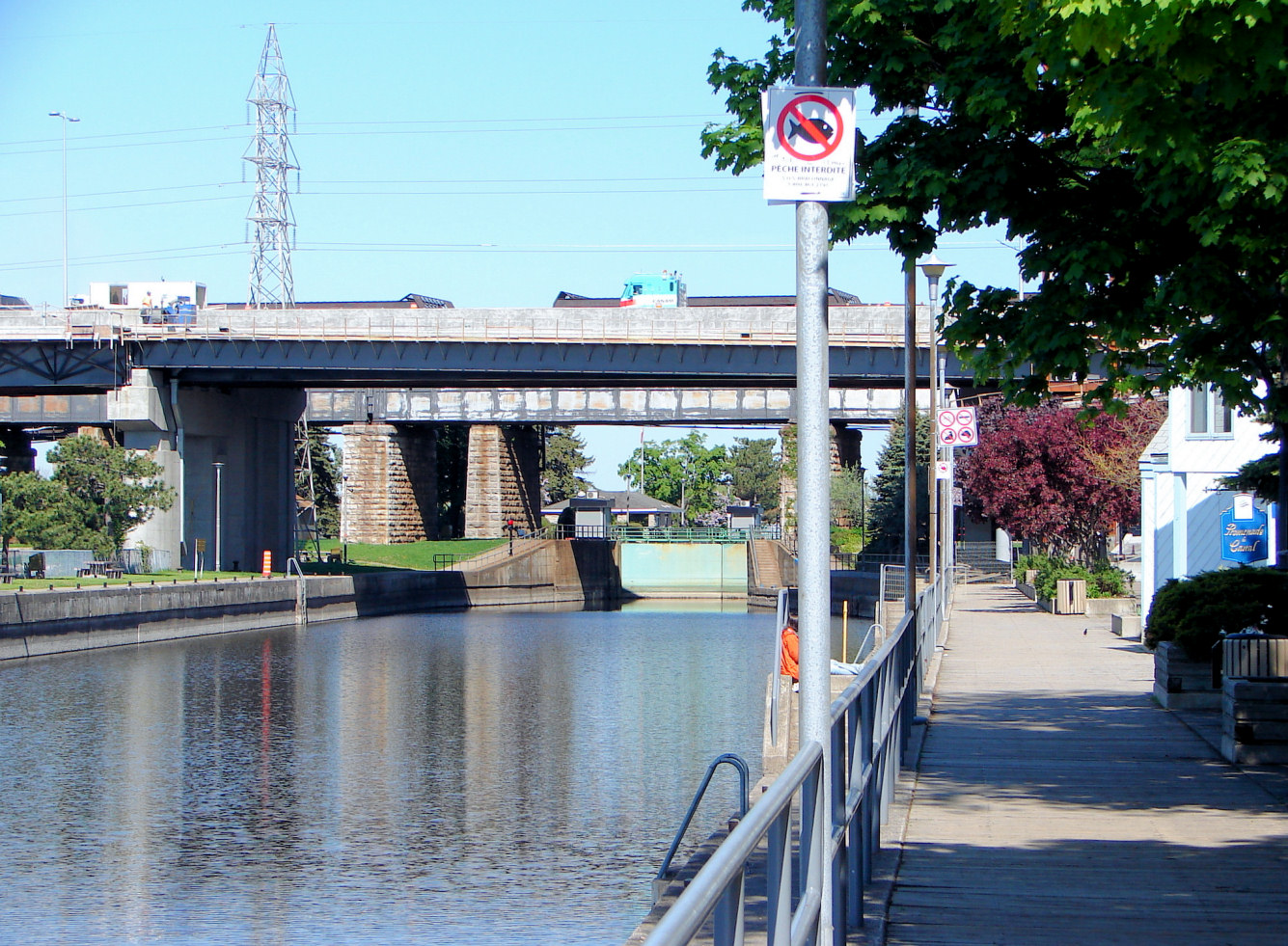
Schleuse von Sainte-Anne-de-Bellevue
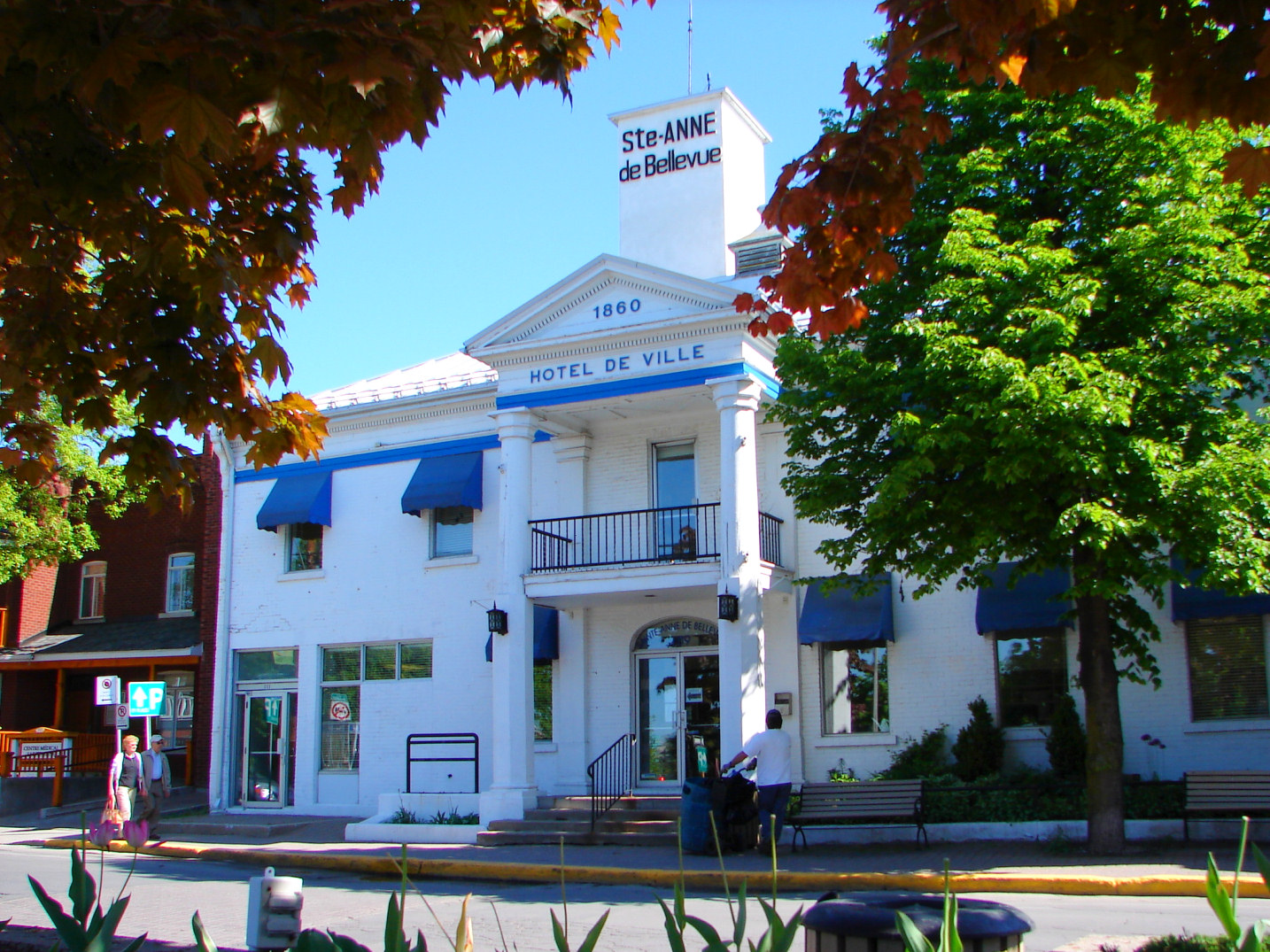
Rathaus
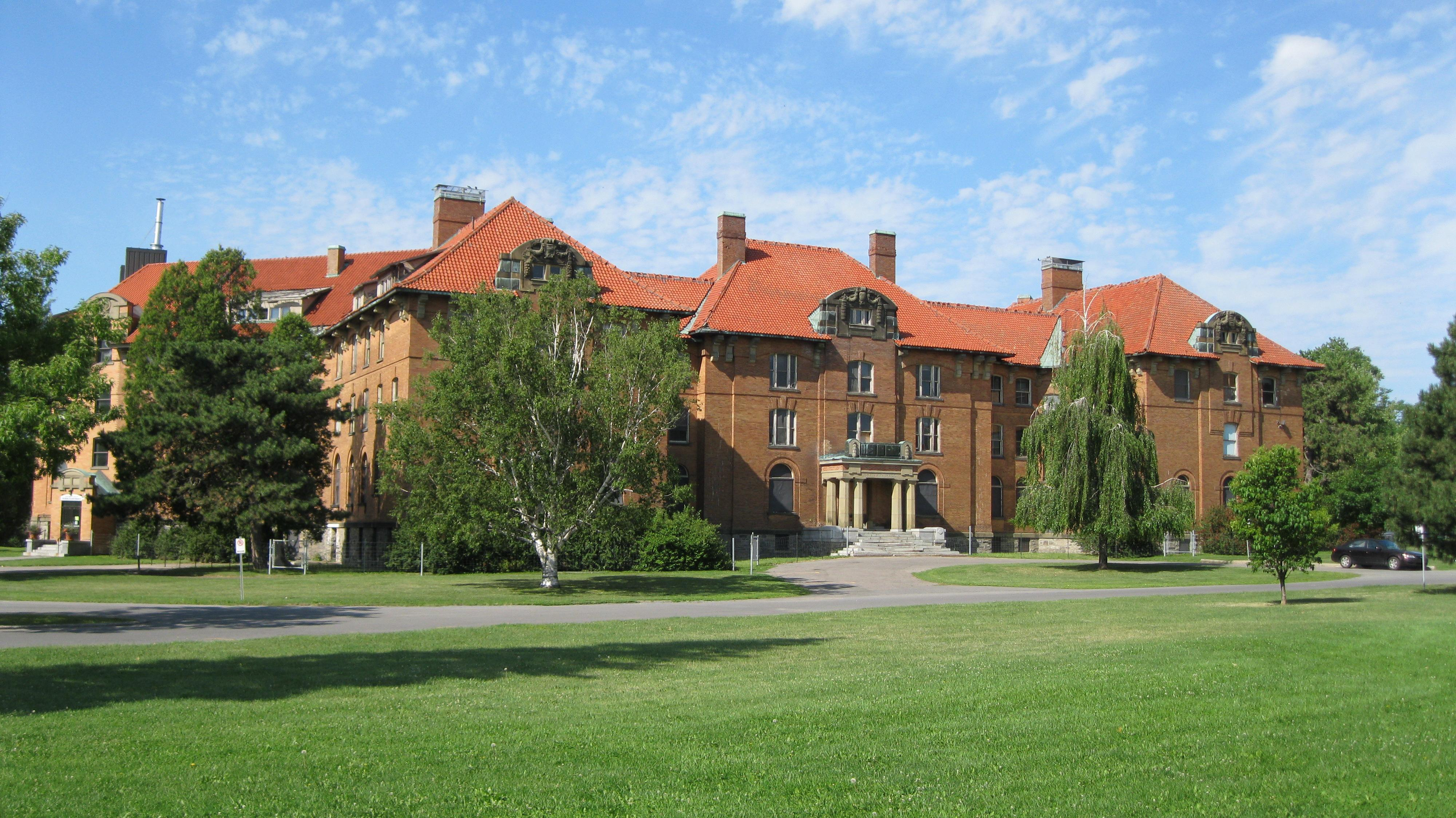
John Abbott College
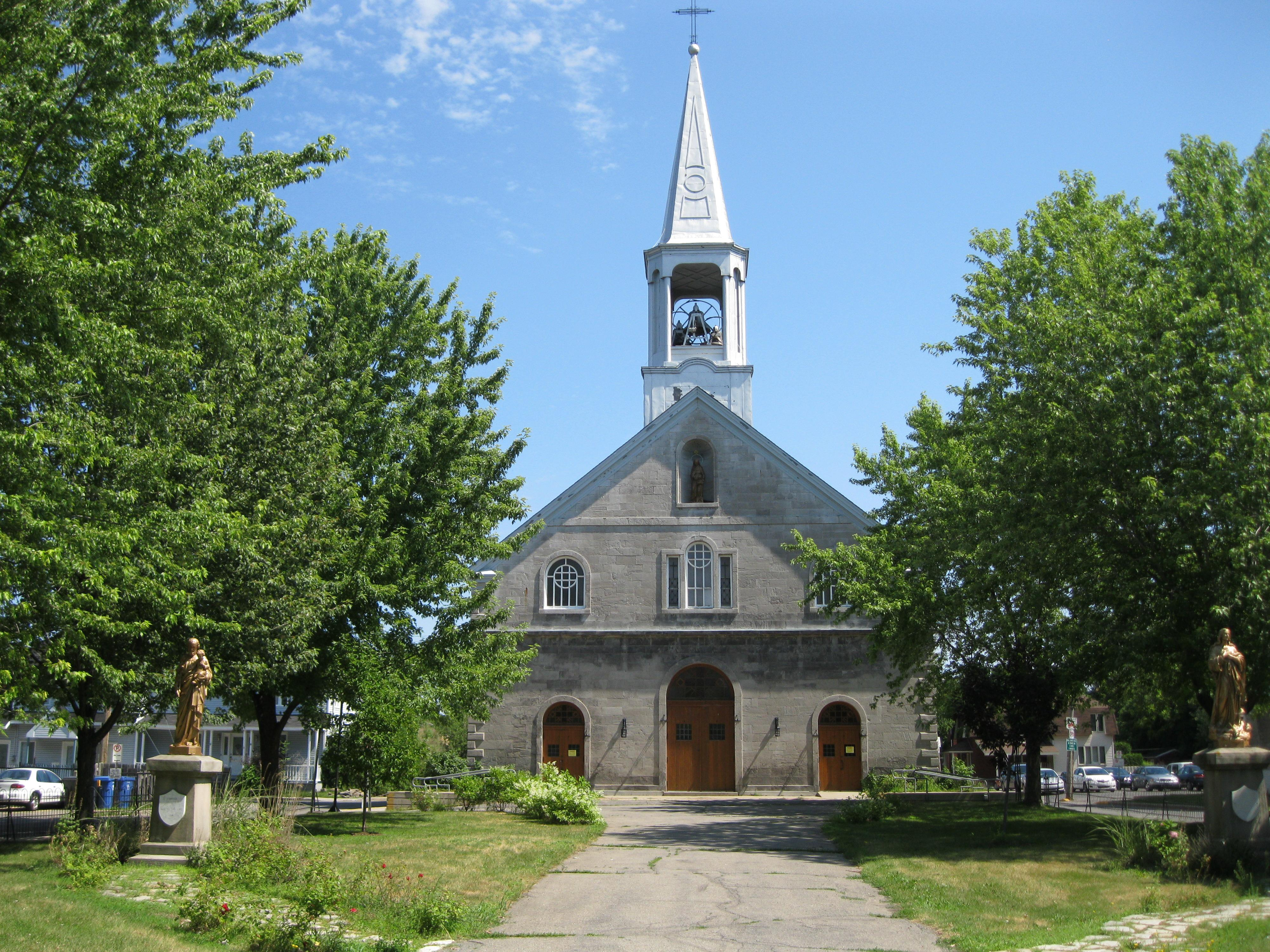
Kirche

## Söhne und Töchter der Stadt
- Louise Armaindo (1857–1900), Zirkusartistin und Pionierin des Radsports
- Joseph-Georges-Édouard Michaud (1884–1945), römisch-katholischer Ordensgeistlicher, Apostolischer Vikar von Uganda
- Hector Lépine (1897–1951), Eishockeyspieler
- Pit Lépine (1901–1955), Eishockeyspieler
- Phil Myre (* 1948), Eishockeytorwart
- Benoît Brunet (* 1968), Eishockeyspieler